# Homosexualität in Tunesien

Tunesien

Homosexualität ist in Tunesien gesellschaftlich stark tabuisiert und wird mit Gefängnisstrafe bedroht.

## Geschichte
Ab Ende des 18. Jahrhunderts bis zum Beginn des 20. Jahrhunderts hatten homosexuelle Männer, trotz Stigmatisierung, sozial anerkannte Rollen in der tunesischen Gesellschaft. Sie wurden wie im Rest der arabisch-islamischen Welt zu dieser Zeit als Intermediäre zwischen der maskulinen und femininen Welt gesehen. Sie hatten im Leben von verheirateten Paaren zum Beispiel eine besondere Rolle. So war es homosexuellen Männern zum Beispiel erlaubt in private Räume von Frauen zu gehen, genauso wie dies Kastraten erlaubt war. Dies war heterosexuellen Männern nicht gestattet, wohl aus Angst vor Kuckuckskindern.
Nach der tunesischen Revolution wurde im März 2011 das Webmagazine Gayday gestartet. Ebenso wurde ein Radiosender mit diesem Namen ins Leben gerufen. Nachdem jedoch die islamische Ennahdha  am 23. Oktober 2011 die Wahl zur Verfassunggebenden Versammlung gewann, gab Justizminister Samir Dilou bekannt, dass er gegen die Veröffentlichung homosexueller Publikationen sei, da es sich bei der Homosexualität um eine medizinische Störung handle, die es auszulöschen gelte. Seine Aussagen wurden von den Reportern ohne Grenzen und Amnesty International kritisiert. Amnesty International gab bekannt: "Diskriminierung auf Grund der sexuellen Orientierung und der Geschlechtsidentität könnte zu Gewalt und Menschenrechtsverletzungen führen."

## Strafrecht
Artikel 230 des Strafgesetzbuches von 1913 (in weiten Teilen 1964 überarbeitet) bedroht gleichgeschlechtliche Sexualität mit bis zu drei Jahren Gefängnis. Es kommt sehr selten vor, dass die Strafe tatsächlich verhängt wird. Jedoch sind Homosexuelle in Tunesien großen Diskriminierungen ausgesetzt, die bis zu physischer Gewalt eskalieren können. Im Juni 2018 forderte eine vom tunesischen Präsidenten Béji Caïd Essebsi eingesetzte Kommission, umfassende gesellschaftliche Reformen wie eine Entkriminalisierung sexueller Handlungen unter Männern bzw. unter Frauen.

## Gesellschaftliche Situation
Eine homosexuelle Community bildet sich aufgrund der Gesetzgebung in Tunesien bisher erst in Ansätzen. In der Hauptstadt Tunis findet sich unter anderem in der Avenue Bourguiba ein Cruisingort für gleichgeschlechtliche sexuelle Kontakte. Im Verhältnis zu anderen islamischen Staaten wie beispielsweise Ägypten oder Libyen gibt es weniger Repression und es kommt vergleichsweise selten zur strafrechtlichen Verfolgung homosexueller Menschen. Dennoch kann es laut Meldungen aus der Reisebranche durchaus vorkommen, dass schwule Touristen nach dem Sex erpresst werden, obwohl Stricher am ehesten eine Verfolgung befürchten müssen. Außerdem besteht zum Schutze Schwuler und Lesben keinerlei Antidiskriminierungsgesetzgebung, und weder die gleichgeschlechtliche Ehe noch irgendeine Form der eingetragenen Partnerschaft findet staatliche Anerkennung.
Gesetzesänderungen zum Schutze Schwuler und Lesben sind nach den Äußerungen des Menschenrechtsministers nicht zu erwarten. Der Chefredakteur des Gayday-Magazins sprach von einer Verschärfung der Lage, da Homosexualität nicht länger ein Tabuthema sei und homophobe Äußerungen nun zunehmen.

## Zivilgesellschaft
Association Shams wurde im Mai 2015 die erste LGBT-Bürgerrechtsorganisation, die im tunesischen Vereinsregister registriert wurde. Der Verein setzt sich für die Entkriminalisierung von Homosexualität in Tunesien ein und die offizielle Vereinsgründung löste eine öffentliche Kontroverse aus.
Das Mawjoudin Queer Film Festival findet seit 2018 in Tunis statt und zeigt queere Filme aus dem Globalen Süden.

## Mediale Repräsentation der LGBT Community
Es gibt mehrere tunesische Filme, in denen die homosexuelle oder bisexuelle Szene thematisiert wird: L'Homme de cendres (Mann aus Asche) von Nouri Bouzid (1986); Bedwin Hacker von Nadia El Fani (2002); Fleur d'oubli (Vergessene Blume) von Salma Baccar (2005); Le Fil (Der Faden) von Mehdi Ben Attia (2008) und Histoires tunisiennes (Tunesische Geschichten) von Nada Mazni Hafaiedh (2012).
Der gesellschaftliche Diskurs zu diesen Filmen war verhalten. "Le Fil" durfte nicht in Kinos gezeigt werden. Der Film "Tunesische Geschichten" erntete viel Kritik. Der Film handelte von einer jungen Frau, die ihre Homosexualität entdeckt. Männliche Homosexualität wird eher verheimlicht, während weibliche Homo- und Bisexualität eher gezeigt werden kann.

### Mawjoudin (Queeres Filmfestival)
Das erste Mal fand das queere Filmfestival Mawjoudin im Januar 2018 in Tunis statt. Ziel war es, die Rechte der LGBT-Community durch die öffentliche Aufführung der Filme zu verteidigen. Nun soll das Festival jährlich von der Organisation Mawjoudin organisiert werden. Das Festival fand 2019 vom 21. bis 25. März statt.
Das Festival wird durch die Hirschfeld-Eddy-Stiftung unterstützt, da sich die Stiftung für die Entkriminalisierung der Homosexualität auf dem afrikanischen Kontinent einsetzt. "Mawjoudin Queer Film Festival" ist das erste Festival, das sich mit Fragen der Geschlechtsidentität und der nicht normativen sexuellen Orientierung in der MENA-Region (arabische Welt) beschäftigt."
Dieses Festival wird von der Vereinigung Mawjoudin We Exist getragen, die 2014 gegründet wurde und sich "gegen Diskriminierung auf Grund von Geschlecht und sexueller Orientierung" einsetzt. Sie verteidigt die Rechte von schwulen, lesbischen, bisexuellen, transgender, queeren und intersexuellen Menschen.